# Endasak
Endasak è una circoscrizione mista (mixed ward) della Tanzania situata nel distretto di Hanang, regione del Manyara. Conta una popolazione di 10 054 abitanti (censimento 2012).